# Kabinett Brazauskas I

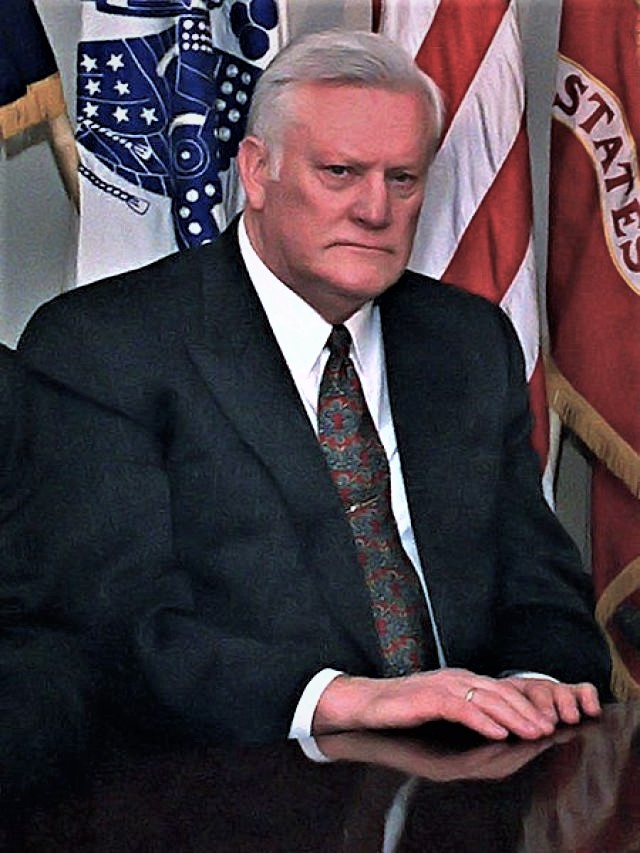
Algirdas Brazauskas

Das Kabinett Brazauskas I war die zwölfte litauische Regierung seit 1990. Sie wurde nach der Parlamentswahl in Litauen 2000 gebildet. Die Koalitionspartner waren LSDP und Naujoji sąjunga (NS). Algirdas Brazauskas (1932–2010) wurde vom Präsidenten am 4. Juli 2001 bestätigt. Die Vereidigung fand danach im Seimas statt.

## Zusammensetzung
| Ressort                  | Person                              | Partei | Zeit | Zeit |
| Ressort                  | Person                              | Partei | von  | bis  |
| ------------------------ | ----------------------------------- | ------ | ---- | ---- |
| Premier                  | Algirdas Brazauskas                 | LSDP   | 2001 | 2004 |
| Bildung und Wissenschaft | Algirdas Monkevičius                | LSDP   | 2001 | 2004 |
| Finanzen                 | Dalia Grybauskaitė                  | -      | 2001 | 2004 |
| Finanzen                 | Algirdas Butkevičius                | LSDP   | 2004 | 2004 |
| Wirtschaft               | Petras Čėsna                        | LSDP   | 2001 | 2004 |
| Verkehr                  | Zigmantas Balčytis                  | LSDP   | 2001 | 2004 |
| Kultur                   | Roma Dovydėnienė                    | LSDP   | 2001 | 2004 |
| Verteidigung             | Linas Antanas Linkevičius           | LSDP   | 2001 | 2004 |
| Soziales und Arbeit      | Vilija Blinkevičiūtė                | NS     | 2001 | 2004 |
| Landwirtschaft           | Kęstutis Kristinaitis               |        | 2001 | 2001 |
| Landwirtschaft           | Jeronimas Kraujelis                 |        | 2001 | 2004 |
| Innen                    | Juozas Bernatonis                   | LSDP   | 2001 | 2003 |
| Innen                    | Virgilijus Vladislovas Bulovas      | LSDP   | 2003 | 2004 |
| Äußeres                  | Antanas Valionis                    | NS     | 2001 | 2004 |
| Justiz                   | Vytautas Markevičius                |        | 2001 | 2004 |
| Umwelt                   | Arūnas Kundrotas                    |        | 2001 | 2004 |
| Gesundheit               | Konstantinas Romualdas Dobrovolskis | NS     | 2001 | 2003 |
| Gesundheit               | Juozas Olekas                       | LSDP   | 2003 | 2004 |